# Suncroft
Suncroft is een plaats in het Ierse graafschap County Kildare, ten zuiden van de stad Kildare. De plaats telt 498 inwoners.